# Картавцево (Тульская область)
Картавцево — деревня  в Тульской области России. С точки зрения административно-территориального устройства входит в Сеневский сельский округ, Алексинский район. В плане местного самоуправления входит в состав муниципального образования город Алексин.

## География
Картавцево находится в северо-западной части региона, в пределах северо-восточного склона Среднерусской возвышенности, в подзоне широколиственных лесов, у реки Крушма.
Абсолютная высота — 207   метров над уровнем моря.

### Климат
Климат на территории Картавцево, как и во всём районе, характеризуется как умеренно континентальный, с ярко выраженными сезонами года. Средняя температура воздуха летнего периода — 16 — 20 °C (абсолютный максимум — 38 °С); зимнего периода — −5 — −12 °C (абсолютный минимум — −46 °С).
Снежный покров держится в среднем 130—145 дней в году.
Среднегодовое количество осадков — 650—730 мм.

## Топоним
В 18-19 вв. также было известно под названием Картавцова.

## История
До революции — относилась к Широносовской волости Алексинского уезда.
В конце 18 в. жители Картавцева принадлежали надворному советнику Иосифу Фёдоровичу Шатилову, могли жениться (в частности) на выходцах из с. Кудашевка (того же помещика).
Относилась к церковному приходу в с. Слуки (Рождество).

## Население
| 2010 |
| ---- |
| 0    |

### Национальный состав
Согласно результатам переписи 2002 года, в национальной структуре населения русские составляли 100 % из 1 чел.

## Инфраструктура
Обслуживается отделением почтовой связи 301344.
На апрель 2023 года 1 домовладение.

## Транспорт
Просёлочные дороги. 